# Jerzy Orda
Jerzy Orda (ur. 20 marca 1905 w Nowoszycach, zm. 8 czerwca 1972 w Wilnie) – polski historyk kultury, archiwista, działacz społeczny,  „wilnianin z wyboru”, „humanista integralny”, „człowiek paradoksu”,  „anarchista w duchu św. Augustyna” i przewodnik po Wilnie.

## Życiorys
Dzieciństwo spędził początkowo w rodzinnym majątku Nowoszyce w powiecie kobryńskim, a następnie w 1917 wyjechał wraz z rodzeństwem do Warszawy, gdzie mieszkał przy ulicy Hożej 32. Naukę rozpoczętą w Nowoszycach kontynuował w Gimnazjum Wojciecha Górskiego w Warszawie w latach 1916–1923. Od 1923 studiował przez dwa lata historię na Uniwersytecie Warszawskim. W okresie studiów na Uniwersytecie Warszawskim zaprzyjaźnił się z dyrektorem Archiwum Oświecenia Wincentym Łopacińskim i popadł w konflikt z profesorem Marcelim Handelsmanem. Przyczyną konfliktu było wniesienie przez Ordę protestu przeciwko zasadzie odpowiedzialności zbiorowej. Z powodu konfliktu w 1926 Jerzy Orda przeniósł się do Wilna i kontynuował studia na Uniwersytecie Stefana Batorego w Wilnie studiując historię i historię sztuki. Był uczniem Kazimierza Chodynickiego i Stanisława Kościałkowskiego. Od 1928 publikował w naukowym piśmie historycznym „Ateneum Wileńskie” i czasopiśmie akademickim „Alma Mater Vilnensis”. W 1933 zaangażował się w Studium Teatralne Ireny Brylskiej przy Teatrze Wileńskim. Pomagał koncepcyjnie przy tworzeniu scenografii. Doktorat Pińsk, jego początki, topografia i zarys dziejów do poł. XVII w. uzyskał pod kierunkiem Stanisława Kościałkowskiego w 1932 r.
Po studiach podjął pracę bibliotekarza w Instytucie Europy Wschodniej w Wilnie, a w 1935 w Archiwum Państwowym w Wilnie (lit. Vilniaus miesto valstybiniame archyve). Pisał artykuły do lewicowego pisma Henryka Dembińskiego i Stefana Jędrychowskiego „Poprostu”. Ponieważ nie był ani marksistą ani zwolennikiem socjalizmu odszedł z pisma. Zapytany później w procesie założycieli pisma o swoje poglądy polityczne odpowiedział „Jestem anarchistą w duchu św. Augustyna”. W latach 1938–1939 napisał kilka artykułów w piśmie Leopolda Pobóg Kielanowskiego „Comoedia”.
Po zajęciu Wilna przez Armię Czerwoną na skutek represji zmuszony był do podjęcia pracy jako robotnik ogrodów miejskich, utrzymywał się również z korepetycji. Długo pozostawał bez pracy zarobkowej. Publikował artykuły w „Prawdzie Wileńskiej”, za co bywał atakowany w prasie podziemnej. Zajmował się tajnym nauczaniem.
W okresie okupacji niemieckiej kontynuował wykłady w Studium Teatralnym, ale w konspiracji. Słuchaczką studium była m.in. Hanna Skarżanka. Studium po wojnie zostało uznane przez Związek Artystów Scen Polskich za odpowiednik państwowej wyższej szkoły teatralnej.
Po ponownym zajęciu Wilna przez Armię Czerwoną, za zgodą podziemia polskiego pozostał w Wilnie i znalazł pracę w Archiwum Państwowym Historycznym, a następnie Miejskim.
Po zakończeniu wojny nie miał meldunku i pracy. Rozwiązaniem okazał się fikcyjny ślub zawarty 17 października 1945 z wizytką Heleną Zienowicz (1906-1986), z którą wspólnie opiekowali się sześciorgiem sierot. Troje z tych dzieci było Żydami, które uratowali przed holocaustem. Helena Zienowicz została w 1992 uhonorowana za to tytułem Sprawiedliwy wśród Narodów Świata. Jerzy Orda pomagał również ratować Żydówkę chorą na tyfus plamisty Chaję Trajewicką.
Na początku lat pięćdziesiątych (niektóre źródła podają grudzień 1949), po odmówieniu przez Ordę nostryfikacji doktoratu mającej polegać na zdaniu egzaminu z marksizmu-leninizmu, został wyrzucony z pracy. Pracował jako dozorca. W 1950 znalazł zatrudnienie w Litewskiej Akademii Nauk na etacie portiera wykonując faktycznie pracę naukową. Napisał w tym czasie Historię Wielkiego Księstwa Litewskiego, której tłumaczenie na litewski pod swoim nazwiskiem bez wskazania autora wydał profesor Juozas Żiugżda (lit. Juozas Žiugžda).
Dopiero w maju 1958 znalazł zatrudnienie w Centralnym Archiwum Historycznym Litewskiej SRR na stanowisku starszego pracownika naukowego, gdzie pracował aż do 1972. Zajmował się analizą dokumentów, dokształcaniem kadr. Przez cztery lata prowadził utworzony przez siebie teatr poezji w ramach Instytutu Pedagogiki kształcącego nauczycieli dla szkół polskich. Był współzałożycielem zespołu pieśni i tańca „Wilia”.
Był wnukiem Stanisława Smolki historyka średniowiecza i czasów nowożytnych. Żoną Stanisława Smolki była Maria z Kremerów (1854-1883). Mieli dwie córki Marię (1878-) (matkę Jerzego Ordy) oraz Jadwigę (1880-1966). Matką Marii z Kremerów była Maria z Mączyńskich Kremerowa (1824-1897), a ojcem profesor filozofii Uniwersytetu Jagiellońskiego Józef Kremer. Bratem Stanisława Smolki był Franciszek Smolka dwukrotnie wybrany na prezydenta Sejmu Ustawodawczego w Wiedniu. W 1899 Maria z domu Smolkówna wyszła za mąż za Karola Ordę (-1914), który był właścicielem kilku majątków na Polesiu między innymi Nowoszyc. W tym dworze w czasie powstania styczniowego przez dwa tygodnie ukrywał się Romuald Traugutt. Jerzy Orda miał dwóch braci Tadeusza Ordę i Witolda Ordę. Witold w 1944 zginął w obozie jeńców wojennych.
Pochowany został na wileńskim cmentarzu Na Rossie. Z inicjatywy Władysława Korkucia, dzięki zbiórce społecznej na grobie postawiono pomnik, na którym wykuto napis, autorstwa Stanisława Jakutisa: „Pamięć o człowieku nauki, humaniście, wielkim znawcy dziejów wileńskich, miłośniku teatru i folkloru trwać będzie w sercach rodziny, zespołu Wilia, współpracowników oraz wszystkich wilnian i przyjaciół.” Autorem projektu pomnika nagrobnego jest wileński dziennikarz i poeta Wojciech Piotrowicz. Zarówno dzień w dacie urodzenia, jak i dzień w dacie śmierci umieszczone na pomniku są błędne. Błędna data śmierci pojawia się nawet w opracowaniach naukowych (np. 6 czerwca 1972).
Był pierwowzorem postaci Murza-Murzicza autobiograficznej powieści „Rzeczywistość” Jerzego Putramenta. Wspominał go również Czesław Miłosz w „Innym Abecadle”.
Jerzemu Ordzie został poświęcony film dokumentalny „Anarchista w duchu św. Augustyna”, w reżyserii Dovilė Gasiūnaitė, według scenariusza Ilony Lewandowskiej.
22 września 2023 roku Jerzy Orda został pośmiertnie odznaczony Krzyżem Ratowania Ginących przez Prezydenta Litwy.

## Wybrane publikacje
Istnieją dwie bibliografie prac Jerzego Ordy zob. M. Szulkin, Bibliografia niektórych prac Jerzego Ordy, „Archeion” 62 (1975), s. 324–325 i Bibliografia, [w:] Jerzy Orda. Wilnianin z wyboru, red. W. Piotrowicz, Warszawa 1999, s. 187–190.
- Zaludnienie Litwy w wiekach średnich, 1927.
- O kulcie pogańskim w dawnym Wilnie, „Alma Mater Vilensis” 1928, nr 7, s. 17–25.
- W cyklu referatów Praca historyka na prowincji – Oprowadzanie wycieczek naukowo-historycznych (1930) i Kościół św. Piotra i Pawła w Wilnie, 1930.
- Symbolika rzeźb kościoła św. Piotra i Pawła w Wilnie, „Alma Mater Vilnensis” 1933, nr 11, s. 17–32.
- Jeszcze raz sprawa białoruska (W związku z artykułem: Czy sprawa białoruska jest zagadnieniem regionalnym?),
- Za porozumieniem, „Poprostu” 5 października 1935, nr 5, s. 6, 8.
- (podpisane pseudonimem Tadeusz H) Katolicy a wojna, „Poprostu” 20 grudnia 1935, nr 10, s. 1–2.
- Człowiek bez fraka jest szują, „Poprostu” 5 lutego 1936, nr 13, s. 7.
- Dwie przejażdżki. Przejażdżka po urbanistyce, „Środy Literackie” 1936, s. 29–35.
- Eksperyment z «Wyzwoleniem» a chwila dzisiejsza, „Comoedia”, nr 3-1, grudzień 1938/styczeń 1939, s. 7–9.
- Nieprawdą jest, że... O Dekrecie Prasowym, „Comoedia” nr 3-1, grudzień 1938/styczeń 1939, s. 27.
- Teatr dziecka i teatr dla szkół, Comoedia nr 3(6), marzec 1939, s. 15–16.
- Wolę bluźnierstwo niż kołtuństwo. Na marginesie walki o teatr w Wilnie, „Kurier Wileński”, nr 4467 z 1 czerwca 1938, s. 3–4.
- Kołtuństwo przegrać musi!, „Kurier Wileński”, nr 4484 z 19 czerwca 1938, s. 3–4.
- Teatr Mickiewicza, „Prawda Wileńska” nr 86 z 27 listopada 1940.
- O wysoki poziom repertuaru, „Prawda Wileńska”, nr 19 (33) z 24 stycznia 1941.
- Moje wnioski z dyskusji, „Prawda Wileńska”, nr 43(157) z 20 lutego 1941.
- Zagadnienia urbanistyki wileńskiej, „Prawda Wileńska”, nr 51(166) z 1 marca 1941.
- O zastosowaniu folkloru w naszych zespołach amatorskich, „Znad Wilii”, nr 17 z 5 sierpnia 1990.
- Traku pusiasalio pilis (polski tytuł: Zamek na półwyspie w Trokach) opublikowane w języku litewskim w Roczniku Inspekcji Państwowej Ochrony Zabytków Architektury LSRR, t. 2, Wilno 1960, s. 49–68.
- Lietuvos valstiečių ir miestelėnų ginčai su dvarų valdytojais: dokumentų rinkinys. D. 2, XVIII amžius, surinko R. Jasas ir J. Orda, red. K. Jablonskis Vilnius: Valstybinė politinės ir mokslinės literatūros leidykla, 1961 (polski tytuł: Skargi litewskich chłopów i mieszkańców miasteczek na zarządców dóbr)